# Nürnberger Religionsfrieden
Der Nürnberger Religionsfrieden, schon von Zeitgenossen auch Nürnberger Anstand genannt, war ein Friedensschluss, in dem Kaiser Karl V. und die Protestanten am 23. Juli 1532 in Nürnberg zum ersten Mal (befristet) eine gegenseitige Rechts- und Friedensgarantie für den gegenwärtigen konfessionellen Besitzstand vereinbarten. 
Die protestantischen Reichsstände wurden somit erstmals in den Reichslandfrieden aufgenommen. Das Wormser Edikt, das die Protestanten in die Acht erklärt hatte, war damit faktisch aufgehoben. Der Kaiser erklärte sich damit einverstanden, alle Religionsprozesse beim Reichskammergericht einzustellen. Die Verfolgung der Protestanten wurde eingestellt und die Reformation konnte sich ungehindert ausbreiten. 

## Vorgeschichte
Die Entscheidung von Kaiser Karl V., den Nürnberger Religionsfrieden zu schließen, erklärt sich aus der außenpolitischen Situation des Heiligen Römischen Reichs. Angesichts der Besetzung Ungarns durch die Türken brauchte Kaiser Karl im Reich freie Hand zur Abwendung der Türkengefahr. Den protestantischen Fürsten, die sich 1531 im Schmalkaldischen Bund zusammengeschlossen hatten, ging es hauptsächlich um die Sicherung ihrer politisch-wirtschaftlichen Interessen, da sie durch die Einziehung des katholischen Kirchenguts und den Aufbau eines eigenen Landeskirchenregiments ihre Machtbasis vergrößern wollten. 

## Bestimmungen
Anstand bedeutete so viel wie Waffenstillstand. Bis zum nächsten, binnen eines Jahres zu berufenden Konzil sollte der Protestantismus in seinem bisherigen Umfang geduldet sein. Die beim Reichskammergericht zu Wetzlar wegen Einziehung geistlicher Güter schwebenden Prozesse sollten niedergeschlagen werden.

## Reichsrechtlicher Status
Der Regensburger Reichstag von 1532 mit seiner altgläubigen Mehrheit billigte den Nürnberger Anstand nicht. Obwohl der Kaiser die vereinbarten Regelungen im Alleingang bestätigte, war die reichsrechtliche Verbindlichkeit des Nürnberger Anstands zweifelhaft.

## Unterzeichner
Der Nürnberger Religionsfrieden wurden von folgenden Fürsten und Vertretern der Reichsstände unterschrieben:
- Kurfürst Albrecht von Mainz
- Kurfürst Ludwig V. von der Pfalz
- Kurprinz Johann Friedrich von Sachsen im Namen seines Vaters, des Kurfürsten Johann von Sachsen
- Herzog Franz von Braunschweig-Lüneburg, auch im Namen von Herzog Philipp I. von Braunschweig-Grubenhagen
- Wolf Christoph von Wiesenthau, Amtmann von Schwabach, und Sebastian Heller, als Gesandte von Markgraf Georg von Brandenburg-Ansbach
- Johann von der Wyck, als Gesandter von Herzog Ernst von Braunschweig-Lüneburg und der Stadt Bremen
- Johann Rühel, als Gesandter von Fürst Wolfgang von Anhalt-Köthen sowie der Grafen Gebhard VII. und Albrecht VII. von Mansfeld-Hinterort
- Jakob Sturm und Jakob Meyer, als Gesandte der Stadt Straßburg
- Bernhard Baumgartner und Leonhard Schürstab, als Gesandte der Stadt Nürnberg, auch im Auftrag der Städte Schwäbisch Hall, Heilbronn, Windsheim und Weißenburg
- Andreas Stolp, Sekretär, als Gesandter der Stadt Lübeck, auch im Auftrag der Stadt Hamburg
- Konrad Zwick und Sebastian Gaisberg, als Gesandte der Stadt Konstanz
- Georg Besserer, ehemaliger Bürgermeister, und Hieronymus Schleicher, als Gesandte der Stadt Ulm, auch im Auftrag der Stadt Isny
- Lienhard Mertz, Syndikus als Gesandter der Stadt Magdeburg
- Dietrich Preuß, Sekretär, als Gesandter der Stadt Braunschweig, auch im Auftrag der Städte Goslar, Göttingen und Einbeck
- Benedikt Pauli, als Gesandter der Stadt Nordhausen
- Bernhard Motzbeck, als Gesandter der Stadt Esslingen
- Jost Weiß, Bürgermeister, als Gesandter der Stadt Reutlingen
- Hans Keller, Bürgermeister, als Gesandter der Stadt Memmingen
- Anton Hünlein, als Gesandter der Stadt Lindau
- Christoph Gräter, Bürgermeister, als Gesandter der Stadt Biberach
- Heinrich Seltmann, als Gesandter der Stadt Kempten

## Folgen
Die folgenden Jahre waren die Glanzzeit des Schmalkaldischen Bundes. Unaufhaltsam drang die Reformation in weitere Gebiete ein, so im Jahre 1534 im Herzogtum Württemberg und im Herzogtum Pommern, 1539 im Herzogtum Sachsen und in der Markgrafschaft Brandenburg. Kaiser Karl V war während seiner Herrschaft durch Auseinandersetzungen mit Frankreich und dem Krieg mit dem Osmanischen Reich in Anspruch genommen. So war er lange Zeit außer Stande, die Schmalkaldener mit Waffengewalt niederzuwerfen und musste auf dem Wege friedlicher Ausgleichsversuche etwas unternehmen.

## Quelle
- Nürnberger Anstand (24. Juli 1532) und Mandat Karls V. für einen allgemeinen Frieden im Reich (3. August 1532) Textedition im Portal „Europäische Religionsfrieden Digital“